# マスターズ甲子園
マスターズ甲子園（マスターズこうしえん）とは、高校野球にかつて出場した元高校球児たちが阪神甲子園球場を舞台に世代を超えたOBチームを結成し、野球を通しての同窓会を行い、それを生涯スポーツとし発展させて、また次世代の子供たちに野球の素晴らしさを伝えていくことを目的に2004年から毎年開催しているスポーツ大会である。別名「秋の甲子園」。

## マスターズ甲子園5カ年計画

### 現況
2004年の第1回大会は1日間だけの開催だったがそれを2005年以後は2日間開催として大会を全国規模に拡大することを目指し、更に2007年以降はそれを定着させるために3日間開催の実現を目指していたが、2019年現在、2日間開催である。ただし、試合数は2020年から1日4試合から1日5試合に増加させる予定。

### それを実現させるための方針
- 「1人でも多く、1チームでも多く」を目指し将来的な全国全都道府県からの出場実現を目指した大会日程の調整、プログラムの調整を図る。
- また高校野球全国大会の出場の有無、プロ・アマ経験などのキャリアなどを一切問わず、同じ高校野球同窓生として甲子園に再び出場できる機会を提供する。
- 大会の運営は自己負担を原則とし、参加者からの会費（参加料）を基本にスポンサーからの支援を仰いで継続的な大会実施を目指す。

## 司会
- 山内佑利子

## 開催日
| 回数   | 開催日                                    |
| ------ | ----------------------------------------- |
| 第1回  | 2004年11月28日                            |
| 第2回  | 2005年11月5日・12月5日                    |
| 第3回  | 2006年11月4・5日                          |
| 第4回  | 2007年6月17日                             |
| 第5回  | 2008年6月15日                             |
| 第6回  | 2009年6月14日                             |
| 第7回  | 2010年11月13・14日                        |
| 第8回  | 2011年12月23・24日                        |
| 第9回  | 2012年11月10・11日                        |
| 第10回 | 2013年11月16・17日                        |
| 第11回 | 2014年11月15・16日                        |
| 第12回 | 2015年11月14日・12月2日                   |
| 第13回 | 2016年11月5日・11月6日                    |
| 第14回 | 2017年11月11日・11月12日                  |
| 第15回 | 2018年11月10日・11月11日                  |
| 第16回 | 2019年11月9日・11月10日                   |
| 第17回 | 新型コロナウイルス感染症の流行 の為、中止 |
| 第18回 | 2021年12月4日・12月5日                    |
| 第19回 | 2022年11月19日・11月20日                  |
| 第20回 | 2023年11月11日・11月12日                  |

※第2回は2日目を11月6日に開催する予定だったが、雨のため12月5日に延期となった。
※第8回は東日本大震災の影響で開催日程が12月にずれ込んだ。